# Herpesz
A herpesz a bőr és a nyálkahártya, esetleg az idegrendszer herpeszvírus okozta heveny megbetegedése.

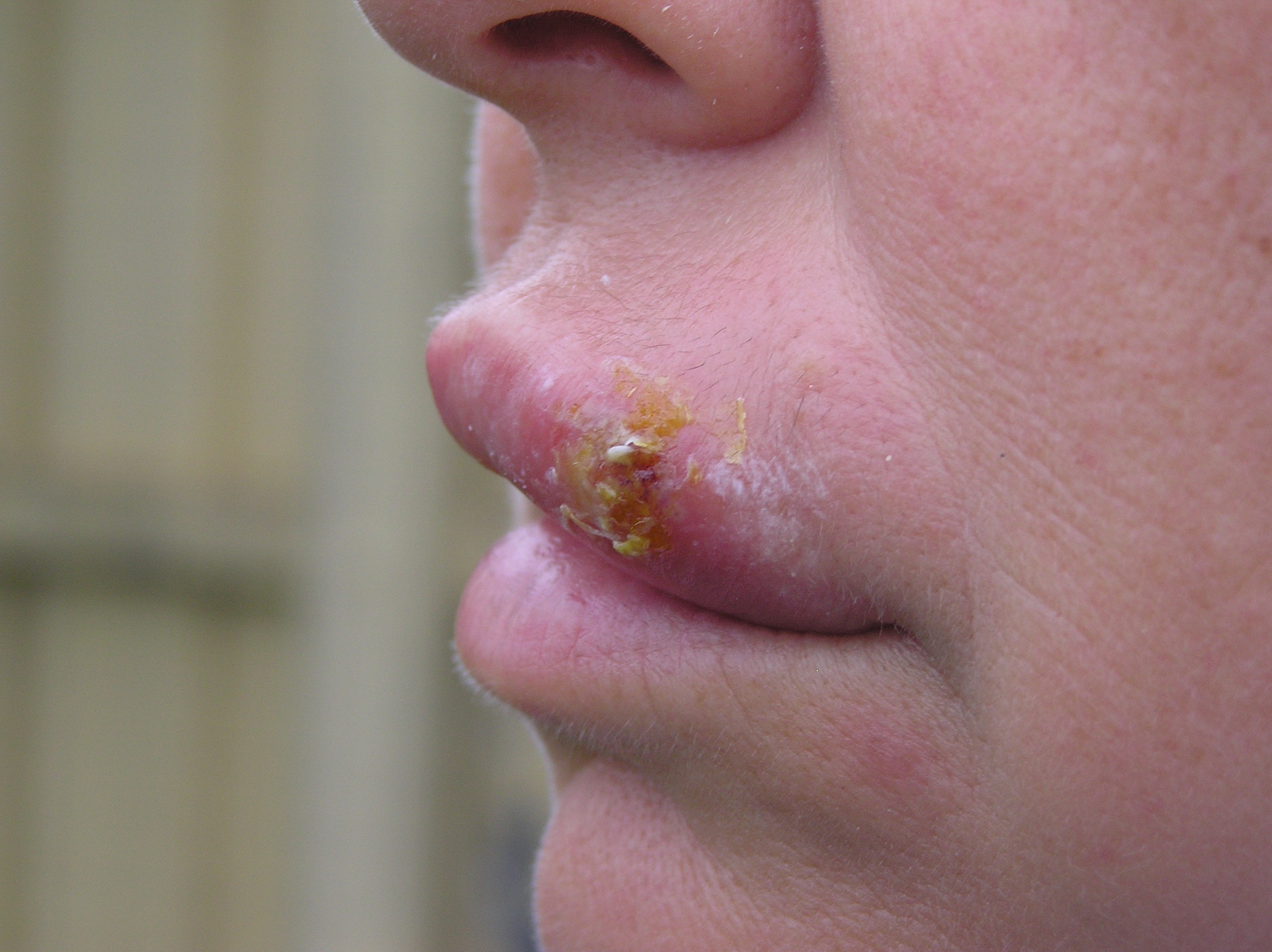
Herpesz tünetei szájon

## Tünetei
Első tünete a bőrpír és a viszkető érzés. Ezután kis területen égő, viszkető érzéssel járó sűrűn egymás mellett elhelyezkedő, csoportos hólyagocskák jellemzik. A hólyagocskák fájdalmasak és átlátszó, világossárga folyadékot tartalmaznak. A környéki nyirokcsomók megduzzadnak, de nem gennyednek el. A herpesz többnyire ártalmatlan megbetegedés, viszont makacsul visszatérő, többnyire fájdalmas ezért meglehetősen kellemetlen. A folyadékkal telt hólyagocskák kezelés nélkül is leszáradnak, és a betegség 8-10 nap alatt, a beszáradt hólyagocska helyén kialakult pörk leesése után, nyom nélkül gyógyul.
A gyógyulás kortikoszteroid tartalmú kenőcs használatával gyorsítható.
A különböző herpeszvírusok szinte minden egészséges ember bőrén és nyálkahártyáján megtalálhatóak. Megjelenésüket azonban mindenkinél más és más hatás aktivizálja. A kiváltó okok közül a leggyakoribbak: a szervezet legyengülése, valamilyen gyulladás vagy lázas betegség, gyomorrontás, erős lelki trauma, fizikai stressz, munkahelyi-, családi- vagy párkapcsolati problémák, valamilyen szervezetünk számára nem szimpatikus étel vagy ital, erős napfény vagy ultraibolya sugárzás, más fertőzések, terhesség, menstruáció, vagy fogászati kezelés.

## Típusai
Az ajkat, a szájnyálkahártyát, a fej és a felsőtest bőrét a herpes labialis, a nemi szerveket a herpes genitalis vírus támadja meg. Ezeket Herpes simplex típusaiként HSV-1 és HSV-2 névvel is illetik.

### Herpes labialis
A száj körüli herpesz hólyagcsoport formájában jelenik meg az ajak szélén vagy az orr körül. Előfordul azonban más testtájékok, szervek, így a szem, súlyosabb esetben a központi idegrendszer fertőzése is. 

### Herpes genitalis
A nemi szerveken megjelenő fertőzés, a herpes genitalis vagy más néven HSV-2 vírus okozta herpeszek a nemi aktus során terjednek. A nemi szerveken és környékükön előbukkanó apró hólyagok néhány nap múlva nagyobb hólyagokká egyesülnek, ezután 7-20 nap alatt gyógyuló, heges fekélyekké változnak. Megelőzésükben nagy szerepe van az óvszerhasználatnak, illetve az alkalmi nemi kapcsolatok kerülésének.

### Herpes zoszter
Az első fertőzés herpes-zoszter vagy más néven varicella-zoster vírussal bárányhimlő az évek múltán esetlegesen megjelenő kiújulás neve az övsömör.

## Szövődményei
Szövődményei lehetnek súlyosak, mert átterjedhet a szem szaruhártyájára, az agyra vagy a májra – különösen a daganatos, AIDS-es és a súlyos fertőző megbetegedésekben szenvedők esetében –, s ekkor már maradandó károsodásokat okozhat. A szemre átterjedő, kezeletlen fertőzés látászavarokat, látáskárosodást okozhat. A herpes simplex következtében májgyulladás, herpes-hepatitis is kialakulhat. Az agyra átterjedő vírusfertőzés következménye lehet a halálos kimenetelű agyvelőgyulladás, a herpes encephalitis. A súlyos szövődmények a gyermekkori herpeszes megbetegedésekkor is felléphetnek.
A herpesz vírus megtámadhatja az anyaméhben lévő magzatot és az újszülöttet is. Az előbbi esetben általában a méhlepény is megbetegszik. A fertőzésért többnyire az anya nemi szervein is fellelhető un. kettes típusú herpesz vírus a felelős. Legsúlyosabb formájában szepszis lép fel. Megbetegedhet a központi idegrendszer, de enyhébb formájában a csecsemőn is csak bőrelváltozást okoz.
Ha a hólyagocskák felpattannak, gyakori a gennyes felülfertőződés. Veszélyes egy másik szövődmény: a nemi tájékon a hámfosztott herpesz utat nyithat a treponema pallidum behatolásának, aminek következménye a vérbajos fertőzés. Ilyen esetekben ugyanazon a helyen – néhány hét után – újabb, fájdalom nélküli, tömött duzzanat jöhet létre.

## Terjedése
A herpesz kontaktfertőzés és cseppfertőzés útján egyaránt terjed. Szigorú higiéniai előírások betartására van szükség. Különösen fontos, hogy a hólyagocskák tartalmát ne kenjük el, a fertőzést ne vigyük át más testrészekre vagy más személyekre.
A legtöbb ember szervezetében számos különböző herpeszvírus megtalálható. Bár a vírus csak fertőzés útján kapható el (jellemzően cseppfertőzéssel, így például egy közösen használt pohárral, szexuális aktussal vagy csókolózással), ez azonban nagyon gyakran egyáltalán nem jelenti azt, hogy a vírus bármilyen tünete azonnal észrevehető lenne: a vírus egyik legfontosabb jellemzője, hogy hosszú ideig, akár évekig is látható tünet nélkül lappanghat az emberi szervezetben és csak valamilyen külső hatásra aktivizálja magát.

## Megelőzése
A herpesz a tudomány mai állása szerint semmilyen formában sem megelőzhető. (Ez alól talán egyetlen kivétel a genitális herpesz, amelyet a herpesz fertőzésben szenvedő partnerrel történő szexuális kapcsolat elkerülésével valamint óvszerhasználattal megelőzhető.) A herpesz kiújulása nagymértékben függ a szervezet önvédelmi képességétől, az immunrendszer állapotától. A tapasztalatok szerint a herpesz megelőzésében segít: az elegendő alvás, a stresszt okozó tényezők csökkentése, a fényvédő készítmények használata az ajkakon, a rendszeres testmozgás és természetesen a kiegyensúlyozott és egészséges táplálkozás, sok folyadék és vitamindús ételek fogyasztása.

## Kezelése és óvintézkedések
A betegség többszöri vagy gyakori kiújulása esetén orvoshoz kell fordulni, az esetleges gyógyszeres beavatkozás, s kiújulást esetleg megakadályozó helyi eljárások – fagyasztás, röntgenbesugárzás, himlőnyirok-oltás – elvégzése érdekében. Kiemelten szakorvosi ellátásra van szükség, ha a fertőzés a szemet eléri. A gyógyszer kiválasztásánál fontos szempont, hogy még hosszú használata se okozzon semmiféle károsodást. A jelenleg használatos gyógyszerek közül a Virolex (Zovirax) a leghatékonyabbnak tartott[forrás?] szer. A gyógyhatású szerek közül egy másik kezelési lehetőséget biztosít az Epavir kapszula, amely telítetlen zsírsavakat tartalmaz, illetve a természetes propolisz tartalma miatt hatékony gyulladáscsökkentő hatással bíró Herstat krém. Léteznek herpesztapaszok is, mely csökkenthetik a fertőzés terjedését azzal, hogy fizikailag lezárják a hólyagokat. Egyes kutatások szerint a lizin kapszulák eredményesek lehetnek a herpesz tüneteinek csökkentésében, illetve korai megállításában, más kutatások nem jutottak hasonló eredményre. A viszketés megjelenésekor a jegelés is segíthet.
A herpesz kezelését már a viszketés megjelenésekor érdemes elkezdeni. A hólyagok váladéka és a megszáradt pörk is fertőző, ezért alapos kézmosás szükséges minden alkalommal, amikor a a herpeszt kenőccsel kenik vagy a szájhoz érnek. Kerülni kell a személyes tárgyak, például poharak, evőeszközök, fogkefék, rúzsok, törölközők megosztását, az intim érintkezést. Alaposan kezet kell mosni pelenkacsere előtt, mert a gyermekekre különösen veszélyes a vírus, illetve kontaktlencse be- és kivételekor is, de még biztosabb ebben az időszakban nem viselni kontaktlencsét. Újszülöttekkel való érintkezést kerülni kell.